# Rönnog Seaberg
Rönnog Elisabet Seaberg, född Kreuger 16 september 1932 i Karlskrona, död 17 oktober 2007 i Atlanta, Georgia, var en svensk poet, författare och konstnär, från 1959 bosatt i USA. Hon debuterade i antologin Debut -63 1963 och har skrivit bland annat romaner, noveller och performance-lyrik; tillsammans med maken Steve Seaberg skapade hon konstformen akrobatisk poesi.  

## Biografi
Seaberg föddes i Karlskrona 1932, men växte upp i Umeå, där hennes far Olle Kreuger var läroverksadjunkt. Modern, Brajal Nordenström, som var ämneslärare, var dotter till Ingrid Steffenburg-Nordenström. På 1950-talet studerade Seaberg konsthistoria och litteraturhistoria vid Uppsala universitet, där hon blev filosofie kandidat. Hon gifte sig 1958 med en amerikan, konstnären Steve Seaberg, och flyttade tillsammans med honom och tre barn till USA 1959, där de efter att ha bott i Chicago och New York bosatte sig i Atlanta. Hon verkade inledningsvis som writer in residence i olika skolor i Georgia och arbetade med att stärka det kulturella utbytet mellan Georgia och Sverige.
Hennes debut kom 1963 i antologin Debut -63. I sina litterära verk har hon framförallt skildrat teman som emigration, familj och kärlek. Hon skrev bland annat romaner, noveller och dikter för performance-föreställningar. Hon skrev på både engelska och svenska, och ett tiotal av hennes böcker har givits ut på svenska. Ulf Lundell skriver i Vardagar (2018) att Seaberg och Lundell från och till jämfördes i svenska recensioner, och att båda sågs skriva svenskspråkiga spontanprosa-stycken som påminde om Jack Kerouacs På väg.
Vid 64 års ålder skapade hon en konstform som hon och hennes man kallade akrobatisk poesi. Tillsammans med sin make turnerade hon som diktuppläsande akrobater i USA och Europa. De kallade sig för Seaberg Acrobatic Poetry. De framträdde bland annat med sin akrobatiska poesi i samband med Olympiska sommarspelen 1996 i Atlanta.
Seaberg medverkade även i tidskriften Vår Lösen.
Hennes efterlämnade arkiv finns i Umeå universitetsbibliotek och Kungliga biblioteket.